# كي (مسمارية)

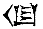
شكل كي في رسائل العمارنة

كي مصطلح مسماري أو علامة تشير إلى «الأرض»، وتُقرأ أيضاً غي5 مثل غوني (= كي.ني) وتعني «الموقد» وكاراش (= كي.كال.باد) وتعني «المعسكر أوالجيش» وكيسلاه (= كي.أود) وتعني «الدرس». وفي قواعد الإملاء الأكادية يعمل كمحدد للأسماء الجغرافية وله القيم المقطعية غي وغـِ وكي وكـِ. إلى جانب قيمته الصوتية فإنه يعمل أيضاً كمحدد أو «سومروغرام» لوضع علامات على أسماء الأماكن.
كمحدد، يتوافق كي مع الأكدي إتي
تستخدم الكتابة المسمارية كي للمقطع المقطعي «ك»، وكذلك للأبجدية «ك» والأبجدية «ي». ولها استخدام ساكن إضافي لـ «ق»، بدلاً من «ك» وتعادل «الكسرة» في بعض الاحيان. وورد استخدامها في ملحمة جلجامش عدة مرات وبعدة استعمالات.

## الهوامش
1. 1 2  وصلة مرجع: https://html.spec.whatwg.org/multipage/syntax.html#character-references.
2. ↑  وصلة مرجع: https://www.unicode.org/Public/UCD/latest/ucd/NamesList.txt.
3. ↑  Parpola ، 1971  المعيار البابلي ملحمة جلجامش  ، باربولا ، سيمو ، مشروع نصوص آشورية جديدة ، عام 1997 ، لوح من الأول إلى اللوح الثاني عشر ، فهرس الأسماء ، قائمة اللافتات ، ومسرد المصطلحات - (ص. 128